# Buddhavamsza
A Buddhavamsza (avagy a Buddhák krónikája) egy hagiografikus buddhista szöveg Gautama Buddha és őt megelőző 24 korábbi buddha életeiről. Ez utóbbiak megjövendölték, hogy Gautama el fogja érni a buddhaság szintjét. A Szutta-pitaka ötödik és egyben utolsó részének, a Khuddaka-nikájának a tizennegyedik könyve. A Szutta-pitaka a három pitaka (fő csoport) közül az egyik, amelyek együttesen alkotják a théraváda buddhizmushoz tartozó  Tipitaka, azaz a páli kánon egészét.
Az Apadánával és a Csarijá-pitakával együtt a Buddhavamsza a legtöbb tudós szerint az i. e. 2. században keletkezett. Emiatt ez elég későn került be a kánonba.

## Összefoglalás
Az első fejezet elmeséli, hogy Gautama Buddha használva az emberfeletti képességeit ékszerekkel kirakott ösvényt hozott létre az égen. Az ezt meglátó Száriputta azt kérdezte Buddhától:
"Nagy hős, az emberek közül a legkiválóbb, milyen elhatározásra jutottál? Bölcs uram, mikor érkezett el a legmagasabb felébredésed? ... Bölcs uram, Világ vezetője, milyen volt a tíz tökéletességed? Hogyan teljesültek a magasabb szintű és a legvégső tökéletességek?"
Buddha válaszként mondja el a Buddhavamsza hátralévő részét.
A második fejezetben Gautama elmeséli, hogy egy nagyon régen történt előző életében Szumedha Buddhaként, megjósolta számára Dípankara Buddha, hogy "[a] következő világkorban te leszel a buddha, akit úgy fognak nevezni, hogy Sákjamuni.", Elmesélte neki a tíz tökéletességet, amit gyakorolnia kell majd.
A 3-26. fejezetek mesélik el a 24 történelmi buddha életét, akik Gautama Buddha előtt éltek. Ezekben szerepelnek olyan érdemszerző cselekedetek, amelyeket feléjük követett el Gautama a korábbi életeiben.
A 27. fejezet Gautama Buddha életét meséli el.
A 28. fejezet három buddhát említ, akik Dīpankara előtt éltek, illetve a következő buddhát is megnevezi Maitréja személyében.
A 29. fejezet elmeséli Buddha halála után az ereklyéinek a szétosztását.

## Fordítások
- XXVII: List of the Buddhas, The Buddhavamsa. London: Pali Text Society, 66–7. o. (1882)
- The lineage of the Buddhas, The Minor Anthologies of the Pali Canon: Buddhavaṃsa, the lineage of the Buddhas, and Cariyā-Piṭaka or the collection of ways of conduct, 1st, London: Milford (1938)
- The lineage of the Buddhas, The Genealogy of the Buddhas, 1st, Bombay: Bombay University Publications (1969)
- The minor anthologies of the Pali canon. Volume III: Buddhavaṁsa (Chronicle of Buddhas) and Cariyāpiṭaka (Basket of Conduct). London: Pali Text Society (1975). ISBN 0-86013-072-X
- Vicittasarabivamsa, U. Chapter IX: The chronicle of twenty-four Buddhas, The great chronicle of Buddhas, Volume One, Part Two, 1st, Yangon, Myanmar: Ti=Ni Publishing Center, 130–321. o. (1992)